# Гуровский, Рафал
Рафал Кшиштоф Гуровский (пол. Rafał Krzysztof Gurowski; 21 июня 1716, Косьцелец близ Коло — 8 апреля 1797, Дрижина) — польский государственный деятель, каштелян пшементский (1764—1782), каштелян гнезненский (1782—1786), каштелян калишский (1786—1790), и последний каштелян познанский (1790—1795).

## Семья
Представитель польского дворянского рода Гуровских герба «Вчеле». Старший сын Мельхиора Иеронима Гуровского (1686—1756), каштеляна познанского. Его мать, София, урожденная Пшиемская (1680—1732), дочь хорунжего калишского Криштофа Пшиемского (1660—1718), заботилась о доме и воспитании детей. Будучи вдовой каштеляна калишского Адама Грущинского, она была влиятельным и уважаемым человеком. Он родился в многодетной семье. У него было 16 братьев и сестер. Более половины умерли в раннем детстве. Следующие дожили до совершеннолетия: Владислав Рох (1717—1790), великий маршалок литовский, Александр (1719—1779), подкоморий гнезненский, Мельхиор (1738—1794), младший из братьев, приходской священник в Гнезно и королевский секретарь, и сестра Тереза Аполония, впоследствии жена Мацея Потоцкого.
В 1752 году Рафал Гуровский женился на Людвике Магдалене Уршуле Творжанской (18 января 1735 — 12 сентября 1779), дочери каштеляна пшементского Яна Творжанского (1690—1765) и Катарины Нежиховской. В браке было шестеро детей:
- Мельхиора Катарина Юзефа Гуровская (1754 — до 1792), вышла замуж за Казимира Альбина Соколовского (1762—1837), старосту иновроцлавского.
- Ядвига Гуровская (? — 1761)
- Ян Непомуцен Гуровский (1764—1791), староста кольский
- Владислав Гуровский (1769—1818), отец — Адама и Игнацы
- Розалия Гуровская (? — 1792)
- Вероника Гуровская (? — 1783)

Один из сыновей, Ян Непомуцен (1764—1791), отличался буйным характером. Он был сослан за убийство полковника Болеша. Он получил графский титул от короля Пруссии Фридриха Вильгельма II 5 ноября 1787 года.

## Должности
В молодости офицер французской армии. Сражался в битве при Фонтенуа (1745 г.). Он был старостой кольским (1745 г.) и брдовским (1758 г.). Он четырежды занимал должность каштеляна в разных польских городах. Он был членом генеральной конфедерации 1764 года. Он поддержал кандидатуру Станислава Августа Понятовского на польский трон в 1764 году и был послом на элекционный сейм от Калишского воеводства. В 1764—1782 годах он занимал должность каштеляна пшементского. Член Конфедерации 1773 года, подписал первую уничтоженную копию Акта о Конфедерации, затем 16 апреля 1773 году он дал обещание (спонсион), что повторно подпишет конфедерацию. С 1782 по 1786 год он был каштеляном гнезненским, позже каштеляном калишским (1786—1790) и последним каштеляном познанским(1790—1795). В дополнение к этим должностям он был кандидатом на должность каштеляна ленчицкого в 1776 году, воеводы калишского в 1778 году и воеводы познанского в 1781 году. В 1750 году он получил должность войта в Тшесневе в Конинском повете. С 1766 года глава Чолова. Он был камергером короля Августа III. За свои заслуги он был награжден орденом Белого Орла (1783) и орденом Святого Станислава (1772 г.).
Он был глубоко верующим человеком и ревностным защитником иезуитов. Выдающийся основатель церквей в Вышине и Косцелце. Он основал статую св. Иоанна Непомуцкого в Косцелце. По натуре человек, заботящийся только о своих интересах, совершенно равнодушен к делам своей родины. Он входил в состав делегации по утверждению Первого раздела Польши в 1772 году. В своих поместьях он принуждал крестьян к крепостному праву в выходные от него дни.
В 1776 году была опубликована «Mowa jaśnie wielmożnego pana Gurowskiego kasztelana przemęckiego w Senacie dnia 10 września 1776».
Похоронен в бернардинском монастыре св. Иосифа во Всхове.